# Иткина, Анна Марковна
Анна Марковна Иткина (подпольная кличка — Нюта; 31 января 1899, Рига — 11 октября 1972, Москва) — активная участница Октябрьского вооружённого восстания в Петрограде, организатор кинопроизводства, заместитель начальника Управления производства художественных фильмов Главного управления кинопромышленности при Совете народных комиссаров СССР (1936—1938), публицист.

## Биография
Родилась 31 января 1899 года в Риге в семье Менделя Берковича Иткина (1866—1941), уроженца Дисны, владельца небольшого магазина, и его жены Шоре-Ципе. Окончила женскую гимназию. В 1916 году поступила в Петроградский психоневрологический институт, в котором проучилась один год. Студенткой участвовала в революционном движении, став членом Межрайонной организации объединённых социал-демократов. Вела пропагандистскую работу среди рабочих на заводе «Треугольник».
В период Февральской революции неоднократно выступала на митингах на заводе Айваз, в Народном доме, в Психоневрологическом институте. Участвовала в работе VI съезда РСДРП(б), где ей поручили вести протоколы. На этом съезде с группой «межрайонцев» принята в ряды РСДРП(б). Познакомилась с Александром Минкиным, который в 1919 году станет её мужем.
В сентябре 1917 года избрана членом Нарвско-Петергофского районного комитета РСДРП(б), а в октябре — его ответственным организатором (так тогда называли секретаря райкома) и одновременно членом первого легального Петроградского комитета большевиков. Была также представителем от ЦК РСДРП(б) в Петроградском комитете союза молодежи.
В октябре 1917 года от Нарвского района избрана делегатом III Петроградской общегородской конференции большевиков, вошла в состав секретариата конференции. Принимала активное участие в подготовке и проведении Октябрьского вооружённого восстания. В ноябре 1917 года была одним из организаторов 1-й конференции работниц и входила в состав делегации от конференции, принятой Лениным.
В июле 1918 года, в дни восстания левых эсеров, была членом Военно-революционного комитета (тройки) Нарвско-Петергофского района. В конце 1918 года избрана председателем Петергофского райсовета и членом исполкома Петросовета. Организовала переселение рабочих из окраин города и подвалов в благоустроенные квартиры буржуазных кварталов. Участвовала в формировании рабочих продовольственных отрядов. Во время наступления войск Юденича на Петроград была членом штаба внутренней обороны Нарвско-Петергофского района. В начале 1919 года возглавила отдел работниц Петроградского комитета РКП(б).
В сентябре 1919 года Петроградским комитетом РКП(б) делегирована в распоряжение ЦК РКП(б) и прикомандирована к агитационному поезду им. В. И. Ленина. В апреле 1920 года решением ЦК РКП(б) направлена в Самару, где работала заведующей губженотделом. В октябре 1920 года была отозвана в Москву в распоряжение ЦК РКП(б). В отделе ЦК РКП(б) по работе среди женщин, которым руководила Александра Коллонтай, была заведующей агитационно-пропагандистским подотделом.
С декабря 1922 по 1924 год — слушательница курсов марксизма при Коммунистической академии. По окончании курсов работала заместителем заведующего Московским губернским политико-просветительным комитетом (Губполитпросвет). С 1925 по 1926 год — заведующая отделом агитационно-пропагандистской литературы Госиздата РСФСР.
В 1926 году поступила на экономическое отделение Института красной профессуры. Осенью 1929 года выступила в прениях на дискуссии об «организованном капитализме», которая в течение четырёх вечеров проходила в Комакадемии. По завершении учебы работала научным сотрудником Института мирового хозяйства и мировой политики Комакадемии.
С 1930 по 1933 год — сотрудник советского торгового представительства (Южамторг) в Буэнос-Айресе, где её муж, Александр Минкин, работал председателем. С 1933 по 1934 год — руководитель кружка сектора «Л» (латиноамериканского) Международной ленинской школы (МЛШ) в Москве. С 1934 по 1935 год — корреспондент ТАСС в Монтевидео, где Александр Минкин работал полпредом СССР.
С 1936 года — заместитель начальника Управления производства художественных фильмов Главного управления кинопромышленности (ГУК). В январе 1938 года после ареста бывшего начальника ГУКа Бориса Шумяцкого снята с должности. В январе 1938 года снят с должности и Александр Минкин, работавший тогда заместителем начальника отдела судебной защиты Наркомата юстиции СССР.
28 апреля 1938 года арестована. 14 августа 1938 года приговорена к 8 годам исправительно-трудовых лагерей. 24 января 1939 года арестован её муж, которого также приговорили к 8 годам исправительно-трудовых лагерей. После освобождения работала экономистом на сахарном заводе в Елгаве. На этот же завод после освобождения устроился юрисконсультом и Александр Минкин. В 1948 году снова арестована и 24 ноября приговорена к 8 годам исправительно-трудовых лагерей. Александр Минкин был вскоре также арестован и Постановлением Особого совещания при МГБ СССР от 12 марта 1949 года приговорен к 10 годам лишения свободы.
В 1955 году вышла из заключения, в 1956 году реабилитирована. 28 июня 1956 года ей вручили справку о реабилитации мужа, Александра Минкина, который умер в Дубравлаге 13 января 1955 года.    По возвращении в Москву занималась редакторской и публицистической деятельностью. Написала первую научную биографию Александры Коллонтай, вышедшую первым изданием в 1964 году. Отрывки из её воспоминаний были опубликованы в книжных сборниках «Этих дней не смолкнет слава» (1958) и «В огне революционных боёв» (1967).
Умерла 11 октября 1972 года в Москве. Урна с прахом захоронена в колумбарии на Новодевичьем кладбище.

### Семья
- Дочь — Виктория Александровна Минкина (20 декабря 1921 — 10 марта 2020), детский врач.
- Сёстры — Берта Марковна Иткина (1888—1971), зубной врач. Эсфирь Марковна Иткина (1901—1972), партийно-хозяйственный работник, заместитель управляющего «Союзшерстьсбыта» (1933—1937).
- Брат — Саул Маркович Иткин (1890—1938), участник Гражданской войны, комиссар кавалерийского полка, директор винного завода в Ленинграде, а затем в Сталинграде. Арестован в августе 1937 года. Умер от побоев во время следствия[10].